# Symphonie K. 19a de Mozart
La symphonie en fa majeur, KV Anh. 223/19a, a été écrite par Wolfgang Amadeus Mozart à la fin de 1765 à Londres.

## Historique
La symphonie a été perdue jusqu'à ce qu'une copie de la main de Leopold Mozart soit découverte en février 1981 dans une collection privée à Munich. La première page indique qu'elle a été composée lorsque Wolfgang avait seulement neuf ans, i.e. en 1765. Cependant, comme Leopold a souvent présenté son fils comme plus jeune que son âge réel, cette date peut être mise en doute. Avant cette découverte, on ne connaissait seulement que l'incipit, trouvé dans les archives de Breitkopf & Härtel et sur la troisième page de la couverture de la symphonie en ré majeur KV 19. Cette couverture avait servi de couverture pour cette symphonie et pour une  symphonie en ut majeur, KV 19b, toujours perdue. La symphonie n'avait pas encore été retrouvée au moment de la publication du catalogue Köchel K6.
La symphonie est influencée par Johann Christian Bach.

## Instrumentation
| Instrumentation de la symphonie no 19a                                                       |
| Cordes                                                                                       |
| premiers violons, seconds violons, premiers altos, seconds altos, violoncelles, contrebasses |
| Bois                                                                                         |
| 2 hautbois                                                                                   |
| Cuivres                                                                                      |
| 2 cors en fa                                                                                 |

Dans les orchestres contemporains, il est courant d'ajouter des bassons et un clavecin pour renforcer les basses et jouer la basse continue.

Les hautbois ne jouent pas dans le second mouvement.

## Structure
La symphonie comprend 3 mouvements :
1. Allegro assai, en fa majeur, à , 2 sections répétées 2 fois : mesures 1 à 40, mesures 41 à 93, 93 mesures - partition
2. Andante, en si bémol majeur, à 
, 2 sections répétées 2 fois : mesures 1 à 24, mesures 25 à 60, 60 mesures  - partition
3. Presto, en fa majeur, à 
, 2 sections répétées 2 fois : mesures 1 à 8, mesures 9 à 104, 104 mesures - partition

Durée : environ 12–14 minutes

Introduction de l'Allegro assai :
La lecture audio n'est pas prise en charge dans votre navigateur. Vous pouvez télécharger le fichier audio.
Introduction de l'Andante :
La lecture audio n'est pas prise en charge dans votre navigateur. Vous pouvez télécharger le fichier audio.
Première reprise du Presto :
La lecture audio n'est pas prise en charge dans votre navigateur. Vous pouvez télécharger le fichier audio.